# Nabdam District
Der Nabdam District ist ein Distrikt in der Upper East Region in Ghana. Er entstand 2016 aus der Aufteilung des Talensi-Nabdam District. Die Hauptstadt des Distrikts ist Nangodi.